# Sungbacterales
Sungbacterales es un orden candidato de bacterias perteneciente a Minisyncoccota por lo que son bacterias ultrapequeñas. Se han encontrado en una gran variedad de ambientes, principalmente en sedimentos de condiciones anaeróbicas.
Las bacterias de este orden comparten varias de sus características con las otras bacterias ultrapequeñas: como tamaño nanométrico, pequeños genomas, metabolismo reducido o inactivo, nula o escasa capacidad para sintetizar nucleótidos y aminoácidos, carecen de cadenas respiratorias y el ciclo de Krebs. Además muchos pueden ser endosimbiontes de bacterias de mayor tamaño.